# Emilio Aguinaldo
Emilio Aguinaldo (Kawit, 22 maart 1869 - Quezon City, 6 februari 1964) was een Filipijnse generaal, politicus en onafhankelijksleider. Hij speelde een belangrijke rol tijdens zowel de Filipijnse revolutie tegen Spanje en de Filipijns-Amerikaanse Oorlog tegen de Verenigde Staten.
In de Filipijnen wordt Aguinaldo beschouwd als de eerste president van de Filipijnen. Zijn presidentschap werd destijds echter niet erkend door de internationale gemeenschap. Bij de verkiezingen van 1935 stelde Aquinaldo zich kandidaat als eerste president van het Gemenebest van de Filipijnen. Hij werd echter verslagen door Manuel Quezon.

## Vroege levensloop en carrière
Emilio Aguinaldo werd geboren op 22 maart 1869 te Cavite El Viejo (het tegenwoordige Kawit) in de Filipijnse provincie Cavite als zevende van acht kinderen. Zijn ouders waren Carlos Aguildo en Trinidad Famy. Zijn vader was de gobernadorcillo (een soort burgemeester) van het dorp en als leden van de Chinese mestizo minderheid genoot de familie een relatieve welvaart en macht.
In zijn vroege jeugd kreeg Aguinaldo onderwijs van zijn oudtante en wat later bezocht hij de lagere school van Cavite El Viejo. In 1880 begon hij op het Colegio de San Juan de Letran aan het middelbaar onderwijs. In zijn derde jaar stopte hij echter met deze opleiding om zijn moeder te helpen met de boerderij, toen zijn vader overleden was.
Al op 17-jarige leeftijd werd Aguinaldo gekozen tot Cabeza de barangay (het tegenwoordige barangay captain) van barangay Binakayan. Hij zou dit blijven tot zijn 26e jaar. Als gevolg van deze functie als barangay bestuurder ontliep Aguinaldo de dienstplicht van het Spaanse leger. In 1893 werd de zogenaamde Maura Law aangenomen, die als doelstelling had om het bestuur van gemeenten effectiever en autonomer te maken. Aguinaldo werd in 1895, net nadat de wetgeving ingevoerd werd, gekozen tot eerste capitan municipal (de nieuwe naam voor gobernadorcillo) van Kawit.

## De Filipijnse revolutie
In datzelfde jaar sloot Aguinaldo zich aan bij de Katipunan beweging. Deze ondergrondse organisatie verzette zich tegen de Spaanse onderdrukking en streefde naar een onafhankelijk Filipijnen. De katipunan werd op dat moment geleid door Andrés Bonifacio. Aguinaldo maakte snel carrière binnen de beweging. In een paar maanden tijd werkte Aguinaldo zich op van tweede luitenant tot generaal. Toen in 1896 een opstand uitbrak tegen de Spanjaarden, behaalde Aguinaldo diverse overwinningen in de provincie Cavite. Hierdoor werden de Spanjaarden gedwongen zich tijdelijk uit het gebied terugtrekken te trekken. Toen Andrés Bonifacio in maart 1897 uit zijn schuilplaats tevoorschijn kwam om het leiderschap van de beweging te hernemen, liet Aguinaldo hem gevangennemen. Op 10 mei 1897 liet hij Bonifacio executeren.

### Het bestand van Biak-na-Bato
Door aanhoudende en intensieverende Spaanse aanvallen werden de troepen van de Katipunan gedwongen zich terug te trekken in de bergen. Op 14 december 1897 werd het bestand van Biak-na-Bato gesloten. In ruil voor een geldelijke vergoeding van 400.000 Filipijnse peso werden de vijandelijkheden gestaakt en gingen Aguinaldo en 34 andere leiders van de Katipunan vrijwillig in ballingschap in Hongkong. Aguinaldo nam het geld aan, maar in plaats van in ballingschap te gaan, kocht hij voor het geld meer wapens voor de Filipijnse revolutionaire beweging.
In mei 1898 keerde Aguinaldo terug in de Filipijnen, waarna hij onmiddellijk zijn revolutionaire activiteiten weer oppakte. Ditmaal met aanmoediging van de Verenigde Staten.

### De Spaans-Amerikaanse Oorlog
Toen in 1898 de Spaans-Amerikaanse Oorlog uitbrak, nam Aguinaldo contact op met Amerikaanse autoriteiten in de hoop dat zij hem konden helpen bij zijn strijd voor onafhankelijkheid. Nadat hij aanvankelijk wat gemengde reacties kreeg, vochten de Katipunan troepen uiteindelijk samen met de Amerikanen tegen de Spanjaarden. De relatie met de Amerikanen werd na verloop van tijd echter moeizamer toen de VS lieten merken geen Filipijnse onafhankelijkheid na te streven en in plaats daarvan het land wilden bezetten, zoals de Spanjaarden voor hen hadden gedaan.
Op 12 juni 1898 riep Aguinaldo de Filipijnse onafhankelijkheid uit. Hij werd zelf op 1 januari 1899 door de Filipijnse grondwettelijke conventie tot president uitgeroepen van de Eerste Filipijnse Republiek.

## De Filipijns-Amerikaanse Oorlog
In de nacht van 4 februari 1899 werd een Filipino door een Amerikaanse wacht neergeschoten toen hij de San Juanbrug wilde oversteken. Dit incident was de aanleiding voor het begin van de Filipijns-Amerikaanse Oorlog. Al gauw werden de vijandelijkheden heviger en als gevolg van groot overwicht van de Amerikanen werden de onafhankelijkheidsstrijders teruggedreven.
Aguinaldo die het verzet tegen de Amerikanen leidde moest zich met zijn troepen en regering terugtrekken naar Noord-Luzon, met de Amerikanen in zijn spoor. Twee jaar later, op 23 maart 1901 werd Aguinaldo gevangengenomen in Palanan (Isabela) door de Amerikaanse generaal Frederick Funston. Funston kreeg dit voor elkaar door zich met een list toegang te verschaffen tot Aguinaldo's kamp. Hij deed dit door voor te wenden alsof hij zich wilde overgeven aan de troepen van Aguinaldo.
Funston bood Aguinaldo vervolgens aan om zijn leven te sparen, op voorwaarde dat hij zich zou onderwerpen aan de Verenigde Staten. Op 1 april 1901 gaf Aguinaldo zich officieel over aan de Amerikanen, waarmee een einde kwam aan de eerste Republiek der Filipijnen en tevens een einde aan de Filipijns-Amerikaanse Oorlog.

## De Amerikaanse overheersing
Ook gedurende de jaren van Amerikaanse overheersing ging Aguinaldo door met het nastreven van zijn doel van een vrij en onafhankelijk Filipijnen. Hij ondersteunde groeperingen die onafhankelijkheid nastreefden en ondersteunde veteranen van de onafhankelijkheidsstrijd. Zo hielp hij met behulp van de Asociacion de los Veteranos de la Revolucion (de associatie van veteranen van de revolutie) veteranen aan pensioenen en regelingen om land te kopen.
Toen de Amerikanen in 1919 toestonden om de Filipijnse vlag te tonen, vormde Aguinaldo zijn huis in Kawit om tot een monument ter ere van de vlag, de revolutie en de onafhankelijkheidsverklaring. Dit huis bestaat tegenwoordig nog steeds en staat bekend als de Aguinaldo Tombe.
Aguinaldo trok zich voor vele jaren terug uit het publieke leven. Toen in 1935 het Gemenebest van de Filipijnen werd gecreëerd, als voorbereiding op een uiteindelijke onafhankelijkheid, stelde hij zich verkiesbaar als president. Deze verkiezing verloor hij echter van de Spaanse mestizo Manuel Quezon. Aguinaldo tekende protest aan, en de twee verzoenden zich pas weer toen Quezon in 1941 Flag Day verplaatste naar 12 juni ter ere van de onafhankelijkheidsverklaring op die dag in 1898.
Toen de Japanners de Filipijnen binnenvielen in 1941 tijdens de Tweede Wereldoorlog werd Aguinaldo door de Japanners ingezet als propagandamiddel tegen de Amerikanen. Hij werd gedwongen om speeches te geven, artikelen te ondertekenen en toespraken op de radio te houden ter ondersteuning van de Japanners.
Nadat de Amerikanen de Filipijnen weer heroverd hadden, werd Aguinaldo, samen met enkele anderen, gearresteerd en beschuldigd van collaboratie met de Japanners. Hij werd maandenlang vastgehouden in de Bilibid-gevangenis, totdat hij door een presidentieel amnestie vrijkwam. Tijdens de tegen hem aangespannen rechtszaak werd vastgesteld dat zijn medewerking tot stand was gekomen onder grote druk van de Japanners en werd zijn naam gezuiverd.

## Een onafhankelijk Filipijnen
Op 4 juli 1946 werden de Filipijnen onafhankelijk. De toen 77-jarige generaal en voormalig president liep mee in de parade gehouden in Lunetapark met de vlag die ook in Kawit omhoog was gegaan toen daar op 12 juni 1898 de onafhankelijkheid werd uitgeroepen.
In 1950 werd Aguinaldo door president Elpidio Quirino benoemd als lid van de Council of State (de Filipijnse Raad van State). Nadat zijn termijn erop zat ging Aguinaldo weer met pensioen en stopte zijn tijd en energie in de belangenbehartiging van veteranen, de promotie van nationalisme en democratie in de Filipijnen en de ontwikkeling van de relatie tussen de Filipijnen en de Verenigde Staten.
Toen president Diosdado Macapagal in 1962 de Filipijnse onafhankelijksdag verplaatste van 4 juli naar 12 juni, beschouwde Aguinaldo dit als de grootste overwinning van de revolutie van 1896, en stond hij van zijn ziekbed op, om de eerste viering van de onafhankelijkheid op de nieuwe dag mee te maken.
Op 6 februari 1964 overleed Aguinaldo op 94-jarige leeftijd in het Veterans Memorial Hospital in Quezon City. Hij werd begraven in de Aguinaldo Tombe in zijn geboorteplaats Kawit.